# Наумов Олексій Сергійович
Олексій Сергійович Наумов (рос. Алексей Сергеевич Наумов; нар. 2 лютого 1972, Ленінград, СРСР) — радянський та російський футболіст, захисник.

## Клубна кар'єра
Вихованець ленінградського футболу, перший тренер — Василь Корчигін. Наприкінці 1990 року запрошений до «Зеніту» з «Кіровця». Згодом провів у «Зеніті» 6 сезонів. Через проблеми зі здоров'ям пропустив сезон 1997 року. 1998 почав у другій команді «Зеніту» з другого дивізіону, в середині сезону перейшов у «Тюмень». Брав участь у драматичному матчі останнього туру «Зеніт» - «Тюмень» проти своєї колишньої команди. «Зеніту» для потрапляння в Кубок УЄФА необхідно було вигравати, проте «Тюмень», яка набрала у попередніх 29 матчах лише 7 очок, зуміла відстояти нічию.
Перше коло 1999 року провів у команді колишнього тренера «Зеніту» Павла Садиріна «Рубін». Наступні півтора роки відіграв у череповецькій «Північсталі». 2002 року на запрошення тренера білоруської команди «Торпедо-МАЗ» Сергія Францева, з яким працював ще в ДЮСШ «Кіровець», переїхав до Мінська. У 2002 і 2003 роках входив до числа 22 найкращих футболістів чемпіонату Білорусі, визнавався найкращим захисником. У 2005-2006 роках виступав під керівництвом Михайла Мархеля в берестейському «Динамо».
Сезон 2008 року провів у аматорському ФК «Карелія», де був капітаном команди. На початку лютого 2009 року підписав контракт з естонським «Калевом» (Сілламяе), де й завершив кар'єру професіонального гравця.

## Кар'єра в збірній
У 1991-1994 роках грав за молодіжні збірні СНД та Росії.